# Chirag Rashmikant Patel

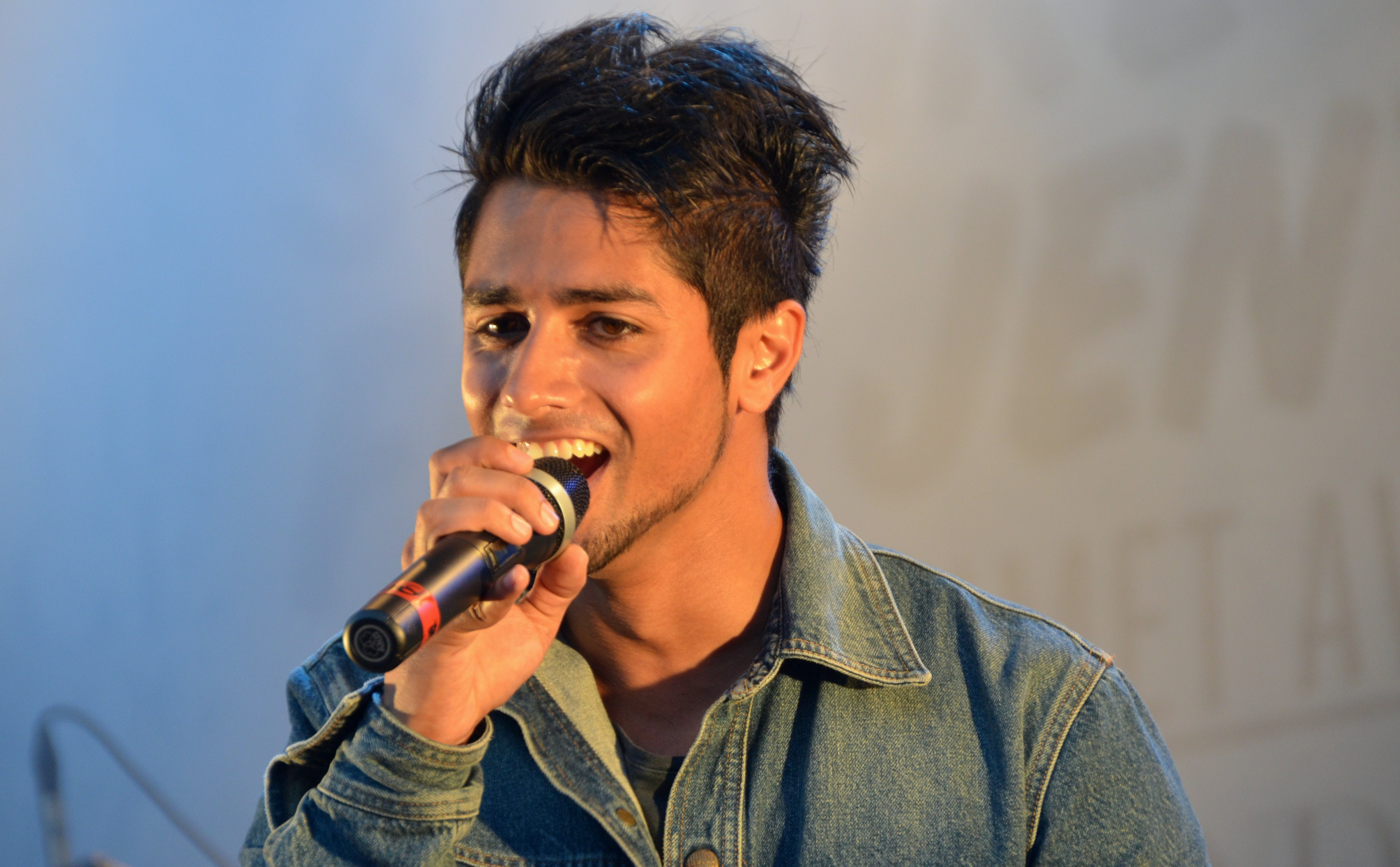
Chirag Rashmikant Patel, 2011

Chirag Rashmikant Patel (* 1984) ist ein norwegischer Rapper und Sänger. Bekanntheit erlangte er als Teil des Musikduos Karpe. Patel trat zudem als Solokünstler unter dem Künstlernamen Chicosepoy sowie als Chirag auf.

## Leben
Patel hat indische Vorfahren. Sein Vater floh im Jahr 1972 aus Uganda. Während seiner Zeit am Handelsgymnasium in Oslo (Oslo handelsgymnasium) traf Patel auf Magdi Omar Ytreeide Abdelmaguid, mit dem er das Musikduo Karpe Diem gründete. Neben seiner musikalischen Karriere studierte Patel von 2003 bis 2007 Medien und Kommunikation an der Hochschule Oslo (Høgskolen i Oslo). Karpe Diem konnte sich mit seiner ersten EP Glasskår im Jahr 2004 in den norwegischen Albumcharts platzieren. Patel war zudem solo unter dem Künstlernamen Chicosepoy tätig und arbeitete mit mehreren Künstlern zusammen. Mit dem Duo Karpe Diem, das sich im Jahr 2018 in Karpe umbenannte, wurde er einer der populärsten und erfolgreichsten Hip-Hop-Musiker Norwegens. Das Duo gewann über die Jahre hinweg viele Auszeichnungen, unter anderem zwei Mal die Auszeichnung „Årets Spellemann“ beim Musikpreis Spellemannprisen. Für seine Arbeit mit Karpe war Patel gemeinsam mit Abdelmaguid selbst drei Mal beim Spellemannprisen nominiert. So erhielten die beiden in den Jahren 2012 und 2016 Nominierungen in der Kategorie „Textautor“ und im Jahr 2019 als „Songwriter des Jahres“.
Im Jahr 2017 konnte sich Patel als Solokünstler gemeinsam mit Cezinando und dem Lied Er dette alt in den norwegischen Singlecharts platzieren. Im Jahr 2022 wirkte er an der beim norwegischen Rundfunk Norsk rikskringkasting (NRK) ausgestrahlten TV-Serie Flus mit.

## Auszeichnungen
Spellemannprisen
- 2012: Nominierung in der Kategorie „Textautor“ (mit Magdi Omar Ytreeide Abdelmaguid, für Kors på halsen, ti kniver i hjertet og mor og far i døden)
- 2016: Nominierung in der Kategorie „Textautor“ (mit Magdi Omar Ytreeide Abdelmaguid, für Heisann Montebello)
- 2019: Nominierung in der Kategorie „Songwriter des Jahres“ (mit Magdi Omar Ytreeide Abdelmaguid, für SAS PLUS / SAS PUSSY)

## Diskografie

### Gastbeiträge
| Jahr | Titel Album                       | Höchstplatzierung, Gesamtwochen, AuszeichnungChartsChartplatzierungen (Jahr, Titel, Album, Platzierungen, Wochen, Auszeichnungen, Anmerkungen) | Anmerkungen   |
| Jahr | Titel Album                       | NO | Anmerkungen   |
| ---- | --------------------------------- | --- | ------------- |
| 2017 | Er dette alt Noen ganger og andre | NO19 Gold · (6 Wo.)NO | mit Cezinando |